# Tai Chi 0
Tai Chi 1: 0 (太極之零開始) o Tai Chi Zero (太極：從零開始) és una pel·lícula xinesa de 2012 en 3D d'arts marcials dirigida per Stephen Fung. És un relat fictici de com l'estil Chen de l'art marcial Tai-txi-txuan, que durant generacions es va mantenir dins de la família Chen del Chenjiagou, es va ensenyar al primer foraster, Yang Luchan, de Chen Changxing. Aquesta és la primera pel·lícula produïda per la nova productora de Stephen Fung i Daniel Wu, Diversion Pictures i també marca el debut com a actor de Jayden Yuan, que interpreta el paper principal. Aquesta pel·lícula es va rodar adossada amb la seva seqüela, Tai Chi Hero. Les seguirà una tercera pel·lícula encara no desenvolupada anomenada Tai Chi Summit.

## Personatges

### Personatges principals
Yang Lu Chan també conegut com el rar interpretat per Xiaochao Yuan també conegut com Jayden Yuan
Lu Chan és el protagonista de Tai Chi Zero i la seva seqüela. És una mica idiota durant la primera i la major part de la segona pel·lícula. Lu Chan va néixer en una família adinerada amb un pare que no va participar gaire en la seva educació. La seva mare, però, va veure un gran potencial en ell, es va jurar a si mateixa que faria el que fos necessari per criar bé en Lu Chan, encara que això signifiqui robar al seu marit ric.
Lu Chan va néixer amb una malaltia greu coneguda com les "Tres flors a la corona", que pren la forma d'un gran creixement al cap. Sempre que aquest creixement rep un gran cop, els ulls d'en Lu Chan es tornen completament blancs mentre entra en un mode boig on ataca tot completament basat en l'instint amb una força increïble. Aquest poder va ser descobert en una fira durant una baralla amb uns nens ruïnosos per un suposat animador d'arts marcials anomenat Zhao. Aquell mateix dia, el seu pare es va assabentar que la seva dona li havia estat robant diners per criar Lu Chan i va ordenar als seus servents que la peguessin fins a la mort. En canvi, la seva mare, trobant-se poc raonable que ordenés als criats que la peguessin, va xocar de cap a un pal amb tanta força que la va deixar a punt de morir. Va ser expulsada de la casa tan bon punt va tornar Lu Chan amb Zhao seguint de prop.
Mentre respirava les seves últimes respiracions, Zhao va informar a la seva dona del potencial de Lu Chan. Just abans de morir, li va dir a Lu Chan que només havia de fer una cosa bé: kung fu.
Molts anys més tard, Lu Chan es revela com un soldat lleial i hàbil del Culte de la Veritat Divina, una força rebel contra l'Emperador. Això es deu al fet que es va revelar que l'animador Zhao era en realitat un general del Culte, buscant qualsevol recluta potencial per al seu exèrcit disfressat. Està demostrat que en Zhao va abusar contínuament del poder especial de Lu Chan per guanyar batalles, tot i que ha demostrat que és perjudicial per a la seva salut i que finalment portarà a la seva mort. El metge del culte informa a Lu Chan de la seva mort imminent i que l'única manera d'evitar-ho és anar al poble de Chen i aprendre kung fu a l'estil de Chen del Gran mestre Chen Chang Xiang. Aquella nit, el seu campament és emboscat pels soldats enemics, cosa que proporciona a Lu Chan l'incentiu perfecte per anar-se'n.
Lu Chan té una gana gairebé insaciable que el porta fins i tot a menjar fulles i flors de les plantes. A Tai Chi Hero, el Gran Mestre revela que això es deu al fet que les "Tres flors de la corona" drenen molta de la seva energia, cosa que el fa actuar estúpid i tenir gana constantment. Es demostra que és extremadament tossut i persistent, a més de durador quan intenta entrar al poble per aprendre kung fu, tot i ser rebutjat perquè els forasters tenen prohibit que se'ls ensenya. És excel·lent imitant moviments, només necessita veure'ls una o dues vegades abans de gairebé perfeccionar-los, que és com finalment aconsegueix entrar al poble.
Chen Yu Niang interpretat per Angela Yeung Wing, també conegut com Angelababy
Chen Yu Niang és la filla del gran mestre Chen Chang Xiang i un mestre del kung-fu a l'estil Chen. Al començament de Tai Chi Zero, està compromesa amb Zi Jing fins que aquest trenca el compromís després de sentir-se decebut perquè la seva proposta de ferrocarril fos rebutjada pel poble. Té tres germans, un dels quals no apareix fins a la segona pel·lícula. Al principi, està deprimida perquè Zi Jing trenca el seu compromís i s'enfada quan va descobrir que estava enamorat de Claire. Al final de la primera pel·lícula, es casa amb Lu Chan, no per amor sinó per salvar-lo perquè estava a punt de ser mutilat per imitar i, per tant, robar, el kung fu a l'estil de Chen. Al principi, afirma que el seu matrimoni és una vergonya i que més que marit i dona, són mestres i alumnes, ja que ella li ensenyarà kung fu ara que comparteix el nom de Chen. No massa tard a la segona pel·lícula, però, s'adona que està enamorada de Lu Chan.
Fang Zi Jing interpretat per Eddie Peng
Fang Zi Jing és el principal dolent de Tai Chi Zero i la seva seqüela Tai Chi Hero. Va créixer al poble de Chen, però, com que el van tractar com un foraster, no se li va permetre aprendre kung fu a l'estil de Chen i, per tant, tots els nens l'anomenaven el "fàcil". Va viatjar a Anglaterra per estudiar enginyeria en un esforç per demostrar-se. Al començament de Tai Chi Zero, és el promès de Yu Niang i està enmig d'intentar convèncer els ancians del poble de Chen perquè donin la benvinguda als camins occidentals i permetin que un ferrocarril circuli pel poble. No aconsegueix persuadir-los, cosa que el porta a deprimir-se per no poder demostrar-se que és digne i a trencar amb Yu Niang.
Deixa el poble només per tornar més tard amb una màquina de ferrocarril de vapor coneguda com "Troy" que va ser portada per una dona anomenada Claire que treballa a la mateixa empresa occidental que ell. Més tard es revela que va conèixer a Claire a Amèrica, on s'havien enamorat l'un de l'altre. Quan Claire és assassinada per l'explosió causada per la destrucció de "Troy", va quedar devastat i va jurar la seva venjança a la vila Chen. Va marxar una vegada més i va tornar amb un exèrcit en represàlia per la destrucció de la màquina. L'exèrcit és rebutjat pels vilatans sense cap víctima i Zi Jing té els palmells de les mans i el costat de la cara marcats.
Chen Chang Xing interpretat per Tony Leung Ka Fai
Chen Chang Xing és el gran mestre del kung fu a l'estil Chen i pare de Chen Yu Niang.

### Personatges secundaris
Claire Heathrow interpretada per Mandy Lieu
Una empleada de l'empresa anglesa per a la qual treballa Zi Jing que va ser enviada a Chen Village per supervisar el seu progrés. La veritable raó per la qual va venir, però, és perquè està enamorada de Zi Jing, a qui va conèixer quan estudiava enginyeria a Anglaterra i més tard a la primera pel·lícula que correspon als sentiments. Quan arriba, porta una enorme màquina de guerra anomenada "Troia". Quan la màquina va ser destruïda per Lu Chan i Yu Niang, l'explosió resultant va matar a Claire, cosa que va fer que Zi Jing jurés venjança a Chen Village.
Lao Zhao interpretat per Hark-On Fung, també conegut com Feng Ko-An, Fung Hark-On, Feng Ke-An, Fung Yuen, Fung Ke-An, Fung Ku-On, Fung Kin, Funghak On, Fung Koi An, Fuen Ke An
Va ser presentat per primera vegada com a animador d'arts marcials en una fira a la qual va assistir Lu Chan el dia que va morir la seva mare. Més tard es revela que és un general del Culte de la Veritat Divina, un exèrcit rebel contra l'Emperador, que va passar com a animador per reclutar persones a les quals veia potencial. Quan va veure que Lu Chan es desfermava, el va seguir a casa i li va dir a la seva mare moribunda. que va veure el potencial de Lu Chan i va jurar mirar-lo. Molts anys després es demostra que ha fet ús de "Tres Ponzelles de la Corona" de Lu Chan a la guerra moltes vegades. També es demostra que en realitat no li importa el benestar de Lu Chan perquè quan se li informa que si Lu Chan continua lluitant, definitivament morirà. Aquella nit el seu grup va ser emboscat pels soldats enemics.
Germà Tofu interpretat per Shen Si
Un vilatà Chen que ven Tofu i és expert en arts marcials. Quan Lu Chan va ser expulsat del poble perquè als forasters no se'ls permetia ensenyar kung fu a l'estil Chen, continuaria intentant entrar al poble lluitant contra els vilatans. Lu Chan va perdre totes les baralles fins que va arribar contra el germà Tofu i va guanyar imitant els moviments d'estil Chen que l'havien derrotat fins ara per colpejar el Tofu de la seva mà i guanyar el concurs.
Nan interpretat per Stephen Fung
Mare Yang interpretada per Shu Qi
pare Yang interpretat per Wai Keung Lau també conegut com Andrew Lau
Dong interpretat per Bruce Leung Siu-Lung
Chen You Zhi interpretat per Wu Di
Chen Geng Yun interpretat per Chen Sicheng
Gran Oncle interpretat per Stanley Fung també conegut com Feng Tsui-Fan, Fung Tsui-Feng, Fung Tsui-Fan, Fung Tsiu-Fan, Fong Sue-Fan, Feng Shui-Fan, Fung Sui- Fann, Fong Chu-Fang, Fan de Fung Shiu, Fan de Fung Shu, Fung Shiu-kan, Fan de Feng Cui
La dona de Chen Geng Yun interpretada per Xiong Nai Jin, també conegut com Little Fan Bingbing
Governador interpretat per Ying Da
Oncle Qin interpretat per Xiong Xin Xin
Zhao Di interpretat per Ngai Oi-Hin també conegut com Wei Ai Xuan
Germana Mahjong interpretada per Jade Xu també conegut com Xu Hui Hui
Chen Zai Yang interpretat per Feng Shao Feng
Jim Yuner interpretat per Nikki Hsieh, àlies Nikki Hsin-Ying Hsieh, Xie Xin Ying

## Recepció
Segons Rotten Tomatoes, un agregador de ressenyes, Tai Chi 0 té una puntuació d'aprovació del 61%, basada en 31 ressenyes amb una puntuació mitjana de 5,8/10. Les ressenyes van ser positives; Margaret Pomeranz i David Stratton van atorgar a la pel·lícula 3,5 estrelles, i Pomeranz la va descriure com "visualment exuberant".

### Premis i nominacions
Tai Chi Zero va ser una selecció oficial per al Festival de Cinema de Venècia 2012, el Festival de Cinema de Toronto 2012 i el Festival de Cinema de Busan 2012.
La pel·lícula va rebre les següents nominacions: 
Premis de Cinema de Hong Kong 2012
- Millor Coreografia d'Acció
- Millor disseny de vestuari
- Millor escenografia
- Millors efectes visuals
- Millor nouvingut

Premis Taiwan Golden Horse 2012
- Millor Coreografia d'Acció
- Millor disseny de vestuari